# آرپژ
آرپِژ (به فرانسوی: arpège) یا چنگ‌سان، در موسیقی، نوعی آکورد شکسته که در آن، نغمات به‌صورت متوالی از بم به زیر یا از زیر به بم اجرا می‌شود.
آرپژ به‌عبارتی نواختن تک‌به‌تک نت‌های یک آکورد به‌جای اجرای همزمانِ آن‌هاست. واژهٔ فرانسویِ «آرپژ» و ایتالیاییِ آرپِجو (arpeggio) هردو به‌معنی «همانندِ ساِز چنگ» هستند. صدای حاصل از آکوردی که به‌شیوهٔ چنگسان نواخته می‌شود، چنگسانه نامیده می‌شود. فن آرپِژ در نوازندگی سازهای پیانو، چنگ و گیتار بسیار کاربرد دارد.
نکتهٔ مهم آرپژ این است که هر انگشت دارای استقلال و شخصیت خاص خود است. اغلب هر انگشت وظیفهٔ ضربه زدن به یک سیم مشخص را برعهده دارد.
در نواختن قطعاتِ سرعتی، آرپژها نباید مبهم و درهم به گوش برسد، بلکه باید تک‌تکِ نت‌ها با فاصلهٔ زمانیِ منظم و به‌وضوح شنیده شوند.
آرپژها معمولاً به‌صورت چنگ دولا چنگ و سه‌لاچنگ از یک تا چند میزان نواخته می‌شوند که نوع آن بستگی به سرعت ریتم آهنگ و میزان آهنگ دارد. مثال: در یک قطعه با میزان ۴/۴ (چهارچهارم] و با آرپژهای دولاچنگ در هر میزان ۱۶ نت را به صدا درمی‌آورند و همان نت‌ها همچنین می‌توانند اگر چنگ باشند، ۸ بار در یک میزان ۴/۴ زده شوند، و به همان ترتیب، اگر سه‌لاچنگ باشند، ۳۲ بار در یک میزان نت‌ها را به صدا درمی‌آورند.
به صدا درآوردن متوالیِ نت‌های یک آکورد به‌شیوهٔ چنگسان را چنگسان‌سازی arpeggiation می‌گویند.
اجرای آکورد شکسته با پرش کمانه به‌صورت متوالی بر روی سیم‌های متفاوت کمانه‌کشی چنگسان arpeggiando یا arpeggiato نام دارد. آکورد چهارششی که معمولاً در قسمت ضعیف میزان و بر روی درجهٔ یکم می‌آید و در بین حالت‌های دیگر همین آکورد قرار می‌گیرد آکورد چهارشش چنگسان است.
آرپژهای مرسوم در گیتار اغلب به‌صورت زیرمجموعه‌هایی از آرپژهای ۳/۴ و ۶/۸ و ۴/۴ است.